# اچ‌ام‌اس‌ای‌اس پارک‌تون (تی۳۹)
اچ‌ام‌اس‌ای‌اس پارک‌تون (تی۳۹) (به انگلیسی: HMSAS Parktown (T39)) یک کشتی بود که طول آن ۳۵٫۳۶ متر (۱۱۶٫۰ فوت) بود. این کشتی در سال ۱۹۲۹ ساخته شد.